# Buttenheim
Buttenheim település Németországban, azon belül Bajorországban. Lakosainak száma 3825 fő (2023. december 31.). Buttenheim Eggolsheim, Altendorf, Hirschaid, Strullendorf és Heiligenstadt in Oberfranken községekkel határos.

## Népesség
A település népessége az elmúlt években az alábbi módon változott:
| Lakosok száma | 775  | 1099 | 1915 | 2786 | 3435 | 3520 | 3600 | 3608 | 3674 | 3825 |
|               | 1875 | 1950 | 1975 | 1987 | 2012 | 2014 | 2016 | 2017 | 2021 | 2023 |